# Seatonville (Illinois)
Pour les articles homonymes, voir Seatonville.
Seatonville est un village du comté de Bureau dans l'Illinois, aux États-Unis,. Il est incorporé le 31 juillet 1889. Le bureau postal du village est en service depuis 1889. Le village est nommé en référence à W. A. Seaton, un pionnier.

## Démographie
Lors du recensement de 2010, le village comptait une population de 314 habitants. Elle est estimée, en 2016, à 307 habitants.